# Bastard – Willkommen im Paradies
Bastard – Willkommen im Paradies ist ein international produziertes Filmdrama aus dem Jahr 1997 mit Til Schweiger in der Hauptrolle. Der von Maciej Dejczer inszenierte Kinofilm feierte am 7. November 1997 in Polen seine Weltpremiere und wurde in Deutschland am 12. Februar 1998 veröffentlicht.

## Handlung
Gerry Brutecki, genannt Brute, wird direkt aus einem Londoner Gefängnis in die rumänische Provinz verfrachtet. Er landet in einem heruntergewirtschafteten Waisenhaus der Ceaușescu-Ära, wo er Handwerksarbeiten ausführen soll und sich nebenbei, mehr oder weniger freiwillig, um die teils psychisch, teils physisch beeinträchtigten Kinder kümmert. Leiter des Waisenhauses sind der zwielichtige Sincai und der alkoholabhängige Arzt Babits, dem die Krankenschwester Mara zur Hand geht. Schon bald nach Brutes Ankunft beginnt er eine intime Beziehung, die zunächst auf körperliche Leidenschaft reduziert ist, nach und nach aber zu etwas ernstem heranwächst. Die Kinder, welche den Ausländer anfangs meiden, sehen in ihm bald einen Freund. Das zwölfjährige todkranke Roma-Mädchen Elena verliebt sich in Brute, welcher für sie in der ernüchternden Realität des Waisenhauses zum Symbol eines besseren Lebens wird. Unter der Hausleitung werden Kinder und Medikamente verschoben sowie Hilfsgelder aus dem Westen veruntreut. Zunächst plant Brute den Ort schnellstmöglich zu verlassen, wird jedoch durch das Vertrauen, welches Elena und die anderen Kinder in ihn als vermeintlichen Retter setzen, verändert und entwickelt sich schlussendlich vom kühlen, um Abstand bemühten Egoisten zum helfenden Akteur.

## Hintergrund
Der Film nimmt Bezug auf die infolge der restriktiven Familienpolitik Nicolae Ceaușescus gemäß dessen Dekret 770 in seiner Zeit als Staatspräsident (1965–1989) in Rumänien in großer Zahl entstandenen Heime für elternlose Kinder.

## Kritik
„Ein ambitioniertes Drama, das die schlimmen Zustände in einem ehemaligen Ostblockland anspricht und sich um Authentizität bemüht. Trotz bemerkenswerter Ansätze des Hauptdarstellers, sich in einer dramatischen Rolle zu profilieren, sind dramaturgische und schauspielerische Schwächen des Films nicht zu übersehen.“